# José Cadalso

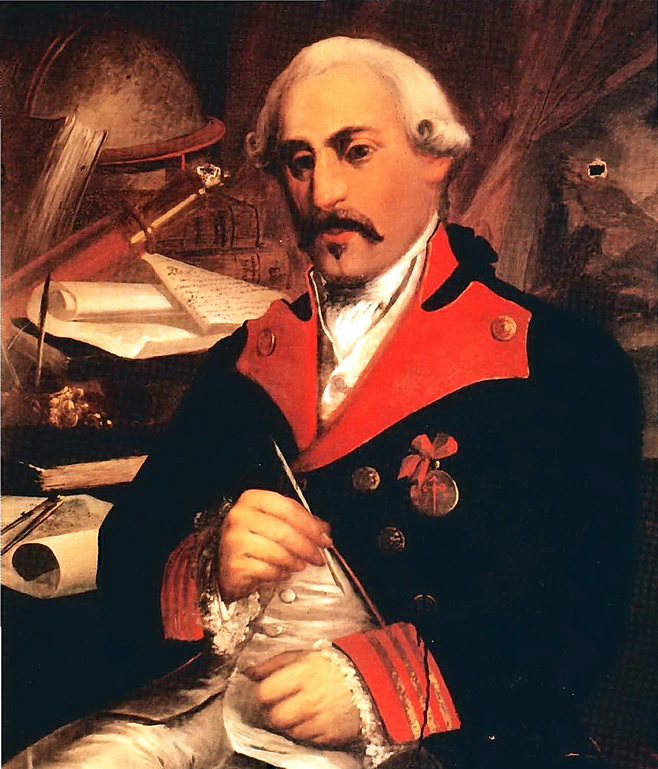
José Cadalso.

José Cadalso, född den 8 oktober 1741 i Cádiz, död den 26 februari 1782 i Gibraltar, var en spansk officer och skald.
Cadalso har ansetts som en av de främsta skalderna i Spanien under Karl III:s tid. Hans lyrik inspirerades stor del av hans förhållande till en berömd aktris Noches lúgubres. I prosaskrifterna Los eruditos a la violeta och Cartas Marruecas satiriserade han sina samtida.